# جيرالدين آرون
جيرالدين آرون (بالإنجليزية: Geraldine Aron)‏ هي كاتِبة وكاتبة مسرحية أيرلندية، ولدت في 1951.